# Jim Dauterive

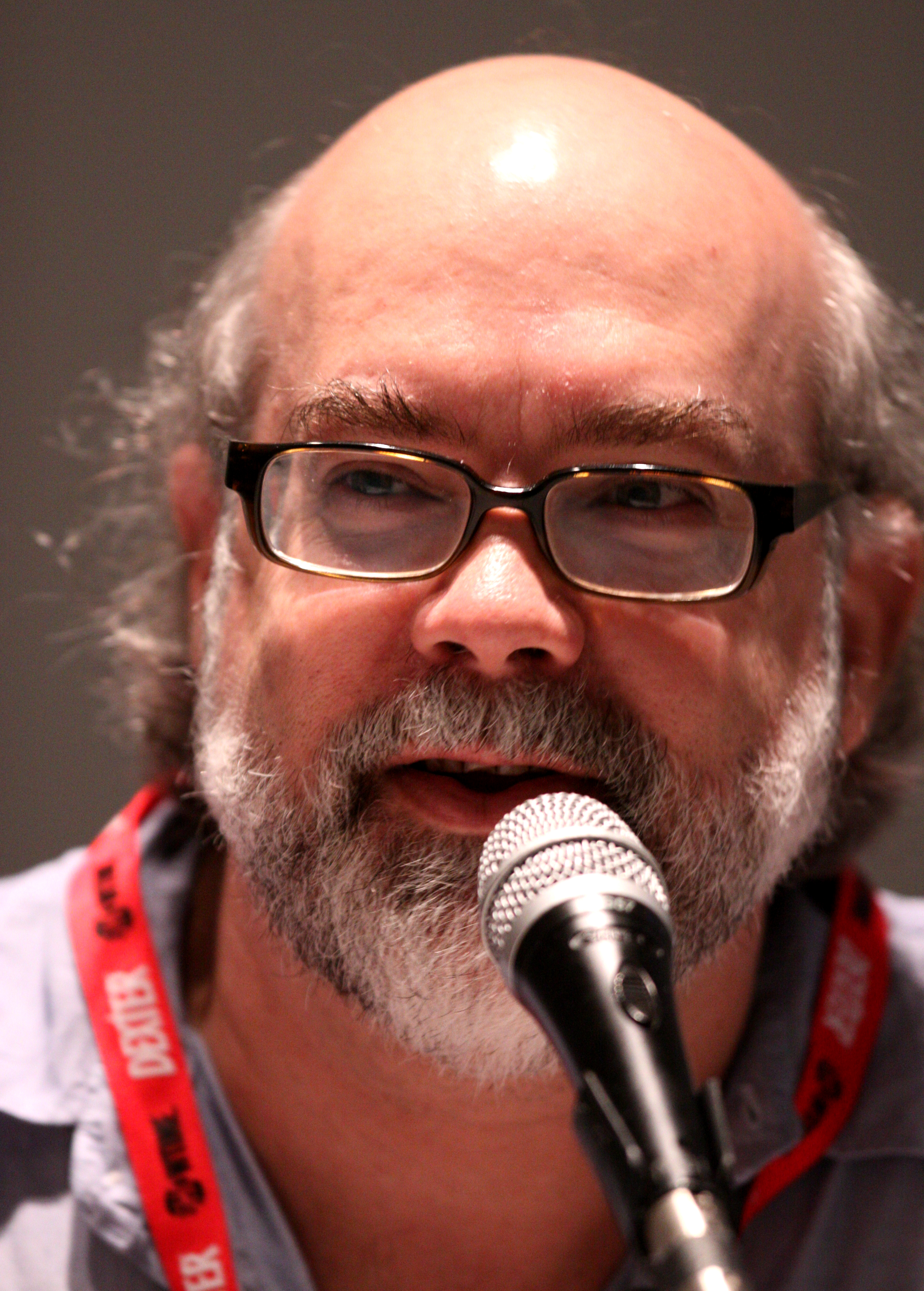
Jim Dauterive

James Thomas „Jim“ Dauterive (* 1957) ist ein US-amerikanischer Fernsehproduzent, Regisseur, Autor und Schauspieler.
Dauterive ist vor allem bekannt als Executive Producer und Autor mehrerer Episoden der Serie King of the Hill sowie für die Entwicklung der Serie Bob’s Burgers, bei der er bei jeder der bislang 22 Episoden auch als Co-Autor fungiert hat.